# 2471 Ультраєктум
2471 Ультраєктум (2471 Ultrajectum) — астероїд головного поясу, відкритий 24 вересня 1960 року.
Тіссеранів параметр щодо Юпітера — 3,224.
Назва походить від латинської назви міста Утрехт.